# Saint-Pourçain-sur-Besbre
Saint-Pourçain-sur-Besbre település Franciaországban, Allier megyében. Lakosainak száma 368 fő (2022. január 1.). Saint-Pourçain-sur-Besbre Diou, Dompierre-sur-Besbre, Saligny-sur-Roudon, Thiel-sur-Acolin és Vaumas községekkel határos.

## Népesség
A település népessége az elmúlt években az alábbi módon változott:
| Lakosok száma | 467  | 448  | 423  | 421  | 428  | 438  | 418  | 379  | 374  | 368  |
|               | 1968 | 1982 | 1990 | 2006 | 2013 | 2015 | 2017 | 2019 | 2020 | 2022 |